# Wymiarki (Lubusz)
Wymiarki (Duits: Wiesau) is een dorp in het Poolse woiwodschap Lubusz, in het district Żagański. De plaats maakt deel uit van de gemeente Wymiarki en telt 1300 inwoners.